# I puritani
Puritáni (italsky I Puritani, celým názvem: I puritani e i cavalieri, tedy Puritáni a kavalíři; je poslední opera Vincenza Belliniho. Libreto napsal hrabě Carlo Pepoli. Premiéra se konala 24. ledna 1835 v pařížském divadle Théâtre-Italien.

## Historie vzniku
Na jaře 1833 Bellini odjel do Paříže, kde kromě čtyřměsíční zajížďky do Londýna (duben až srpen 1833) strávil zbytek svého krátkého života.
Zakázku k napsání nové opery pro Théâtre-Italien dostal v únoru 1834, pravděpodobně s pomocí Rossiniho, který prý také dal pár tipů na hudební kompozici – sám Bellini v dopise napsal: ... on (= Rossini) si myslel, že by mi mohl něco říci o instrumentaci.

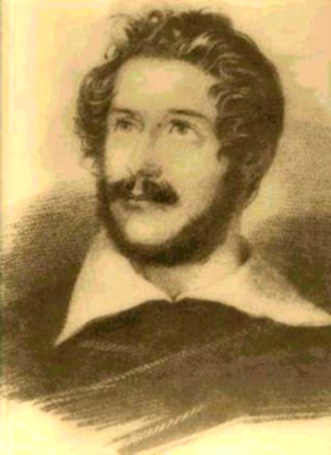
Hrabě Carlo Pepoli

Po neshodách se svým dlouholetým libretistou Felicem Romanim při práci na opeře Beatrice di Tenda (1833) se spojil s liberálním exilovým básníkem Carlem Pepolim, který však neměl žádné zkušenosti s psaním libret.
Libreto vychází z historického dramatu Têtes rondes et cavaliers (Kulaté hlavy a kavalíři, 1833) Jacquese-Françoise Ancelota a Xaviera-Boniface Saintinea. Název operní adaptace byl zvolen I puritani e i cavalieri, zkráceně I puritani a to podle tehdy populárního románu Waltera Scotta Old Mortality (1816), v italském překladu I puritani di Scozia.  Se Scottovou prací však opera nemá obsahově nic společného.
Bellini začal pracovat na opeře v polovině dubna 1834; libreto bylo hotové pravděpodobně do poloviny června. Spolupráce trpěla od počátku nezkušeností Pepoliho, který měl o poezii spíše staromódní představy, a skladatel byl opakovaně nucen zasahovat do psaní libreta sám. V průběhu hádek Bellini učinil několik zajímavých prohlášení, jako byl požadavek na „přirozenost a nic víc“ (naturalezza e niente più) nebo „hudební drama musí zpěvem plakat, třást se, umírat“ (il dramma per musica deve far pangere, inorridire, morire cantando); Často se také cituje Belliniho „paradoxon, že „dobré drama je drama bez zdravého rozumu“ (il buon dramma è quello che non ha buon senso), což je někdy mylně chápáno jako „drama beze smyslu“.
Problematická spolupráce s Pepolim se v libretu I puritani také odráží: je považováno za nejslabší co Bellini zhudebnil. Zmiňují se „nedostatečná věrohodnost“ a „slabá dějová struktura“, které však dvakrát až třikrát vynahrazuje hudba: Rishoi mluví o Belliniho „melodickém magickém jazyku“ a opera je „jednou z nejvytříbenějších věci, které divadlo kdy vytvořilo“.

#### Neapolská verze
Existují dvě verze I puritani: Kromě té, která měla premiéru v Paříži a je široce používána, vytvořil Bellini mezi 20. prosincem 1834 a 4. lednem 1835 ještě druhou verzi pro Neapol, kterou poslal do Itálie již během zkoušek na pařížskou premiéru. Protože pak ještě prováděl změny, neapolská verze ukazuje dřívější fázi vývoje partitury a také vykazuje některé rozdíly:
Role Elviry pro Marii Malibran byla transponována do mezzosopránové polohy; finále Credeasi, misera zde zpívá postava Elviry (nikoli Arturo); postava Riccarda byla přepsána pro tenor (v Paříži baryton). Slavný duet Riccarda a Giorgia Suoni la tromba z druhého jednání ve druhé verzi chybí; Bellini jej napsal pro pařížskou premiéru a pro italskou scénu jej kvůli „liberálnímu“ textu považoval za nevhodný. Neapolská verze zachovává původně zamýšlená dvě dějství, která byla v Paříži na poslední chvíli rozdělena do tří. Obsahuje také některé části, které musel Bellini v pařížské verzi z časových důvodů vyškrtnout, jako tercet Enrichetty, Artura a Riccarda ve finále prvního dějství, recitativ Giorgia a Riccarda ve druhého dějství, cantabilní (zpěvnou) střední část v duetu Elviry a Artura ve 3. dějství a kabaletu Elviry Ach! sento, mio bell'angelo ve finále 3. dějství. (poslední uvedené změny byly poprvé nahrány roku 1975 s australskou sopranistkou Joan Sutherland pod vedením Richarda Bonyngeho). K představení v Neapoli však nakonec nedošlo. Neapolská verze tak byla poprvé uvedena v Londýně až roku 1985 jako koncertní provedení; scénická premiéra následovala 1. dubna 1986 v Bari.

## Postavy
- Lord Arturo Talbo, kavalír, stoupenec Stuartovců (tenor)
- Elvira, dcera lorda Valtona, snoubenka Artura (soprán/mezzosoprán v neapolské verzi)
- Sir Riccardo Forth, plukovník, vůdce puritánů, zamilovaný do Elviry (baryton/tenor v neapolské verzi)
- Sir Giorgio, puritánský plukovník ve výslužbě, Elviřin strýc a bratr lorda Gualtiera Valtona (bas)
- Lord Gualtiero Valton, generální guvernér puritánů, otec Elviry (bas)
- Sir Bruno Roberton, důstojník, puritán (tenor)
- Enrichetta di Francia, ve skutečnosti anglická královna Henrietta Marie, vdova po Karlu I., skrytá pod jménem Dama di Villa Forte (soprán)
- Cromwellovi vojáci, heroldi a vojáci lordů Artura a Valtona, puritáni, posádka pevnosti, dámy, pážata, sluhové (sbor, statisté)

## Děj opery
Děj se odehrává v pevnosti puritánů poblíž jihoanglického přístavu Plymouth během anglické občanské války. Puritánský generál Oliver Cromwell v roce 1644 rozhodně porazil síly royalistů a svrhl panovníka Karla I. Když v roce 1648 jeho příznivci, kavalíři znovu povstali, byl král zajat a o rok později popraven. Děj opery, zejména epizoda o anglické královně Enrichettě (= Henriettě Marii), je fiktivní.

### První dějství
První obraz: Uvnitř pevnosti
Při východu slunce slyší Bruno a strážní hlídky z nedaleké kaple zvuky hymnu a poklekají k modlitbě. Je oznámeno, že Elvíra, dcera velitele pevnosti Gualtiera, si má brát Artura (royalistu). Tato zpráva zarmoutí Riccarda, jenž se Brunovi svěřuje s tím, že kdysi dostal od jejího otce lorda Valtona slib, že si Elvíru vezme za ženu on. (Árie: Ah! Per sempre ...Bel sogno beato / Ach! Navždy jsem tě ztratil, květe lásky, ach, má naděje. Ach! život od nynějška bude plný smutku.)
Druhý obraz: Elvířin pokoj
Elvira je přesvědčena, že otcův slib stále platí a ona se musí provdat za Riccarda, kterého však nechce, a stěžuje si o svém neštěstí milovanému strýci Giorgiovi  (O mio amato zio ... Sai com'arde in petto mio / Víš, že má hruď hoří ohromující vášní). Strýc jí ale prozradí, že se mu podařilo přesvědčit jejího otce, aby souhlasil se sňatkem s Arturem, kterého ona miluje. Venku jsou slyšet trubky ohlašující příjezd ženicha Artura.
Třetí obraz: Zbrojnice

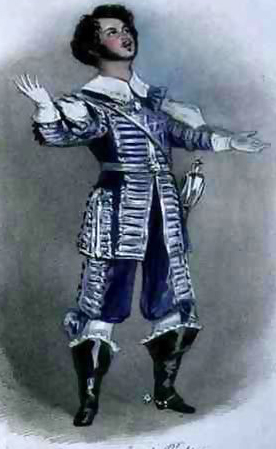
Giovanni Battista Rubini jako Arturo v opeře I puritani, Paříž 1835

Do sálu vchází Arturo se svým doprovodem, k nimž se připojují Elvíra, Valton, Giorgio a hradní dámy a pánové. Po vzájemném přivítání Arturo vyjadřuje svou lásku k Elvíře (Árie a ansámbl A te, o cara, amor talora). Gautiero oznamuje, že nemůže být svatebnímu obřadu přítomen, neboť musí do londýnského parlamentu doprovodit vězeňkyni, považovanou za vyzvědačku přívrženců královské rodiny. Ještě předtím však Gualtiero svatebnímu páru požehná. Poté, co se všichni rozejdou, vězeňkyně a Arturo zůstanou na okamžik sami a ukáže se, že se jedná o samotnou královnu Enrichettu, vdovu po popraveném králi, jíž nyní stejný osud. Arturo je odhodlán jí pomoci, zároveň trvá, aby se nestarala o jeho budoucí manželku Elvíru (Árie/duet Non parlar di lei che adoro, di valor non mi spogliar. / Nemluv o té, kterou zbožňuji; neber mi odvahu. Budeš zachráněna, ó nešťastná ženo.) Pak vstoupí šťastná Elvíra zpívající polonézu (Son vergin vezzosa / Jsem krásná dívka oblečená na svatbu), která nasadí Enrichettě na hlavu svatební závoj. Arturo v tom vidí Enrichettinu záchranu a přesvědčí ji, aby utekla skrytá závojem. Pak se ale objeví rozlícený Riccardo a vyzve Artura na souboj. Když si však uvědomí, že Arturo se chystá s vězeňkyní uprchnout, vycítí možnost pomsty a nechá oba utéct. Jakmile je Riccardo sám, vrací se ostatní i s Elvirou a útěk je odhalen. Arturo a zahalená vězeňkyně jsou už jen spatřeni ze zdí pevnosti. Elvíře se zhroutí svět, ke hrůze přítomných ztrácí rozum vidouc již nepřítomného Artura, kterému zpívá (Ach, vieni al tempio, fedele Arturo / Ach, pojď do kostela, věrný Arturo).

### Druhé dějství
Sál s dveřmi na obou stranách
Giorgio vypráví přítomným o smutném duševním a emocionálním stavu nešťastné Elviry (Cinta di fiori), pro kterou už neexistuje žádná naděje na uzdravení, leda náhlou velkou radostí. Vstoupí Riccardo a hlásí, že Arturo byl v nepřítomnosti za svou zradu odsouzen k smrti.
Poté, co ostatní odcházejí, Giorgio a Riccardo zůstanou pozadu. Pak je slyšet hlas Elvíry, která bez naděje na láskyplný život s Arturem už nechce žít   (začátek scény šílenství: Rendetemi la speme ... Qui la voce sua soave). Oba muži musí společně zažít, že psychicky narušená dívka je už nepoznává. Považuje je za svého otce a za Artura, se kterým s domnívá tančit na vlastní svatbě. Najednou vidí Riccarda plakat a poznává, že je nešťastně zamilovaný. Oba muži se pak snaží Elviru utěšit, ale ona sní o tom, že je s Arturem (Vien diletto, è in ciel la luna).
Když Elvira odejde, Giorgio Riccarda požádá, aby svého rivala Artura zachránil (Il rival salvar tu dêi). Otcovský Giorgio při tom naznačí, že viděl, jak Riccardo sám oba uprchlíky nechal běžet a je tedy spoluviníkem celé situace. Riccardo však zpočátku na své pomstě tvrdošíjně lpí. Giorgio se ho snaží přimět, aby pochopil, že Elvira má pouze jednu naději na uzdravení a to když bude Arturo naživu. Riccardo pak bude navždy litovat, že jí zničil život (Se tra il buio un fantasma vedrai). Dojatý Riccardo se nakonec poddá a s myšlenkou, že „kdo miluje vlast, ctí i lítost“, se smíří. Poté oba muži přísahají, že v boji s nepřáteli budou držet spolu (Suoni la tromba).

### Třetí dějství
Podloubí v zahradním háječku Elvirina domu
O měsíce později se Arturo jednoho večera vrací a ze zahrady slyší Elviru zpívat starou milostnou píseň, kterou jí sám zpívával (A una fonte afflitto e solo). Ačkoli Arturo ví, že je hledaný a musí se skrývat, začne zpívat druhou sloku staré písně a tím vyláká Elviru z domu.
Šťastné překvapení zapůsobí, a když Elvira vypráví Arturovi, jak byla nešťastná a jak se jí zdálo, že byl pryč tři století, Arturo jí vysvětlí, že miluje jen jí, a že tou vězeňkyní byla sama královna, kterou tehdy zachránil před smrtí. Elvira si tak uvědomí, že jí nebyl nevěrný a oba oslavují své shledání (Vieni fra queste braccia).
Ale pak se objeví stráže s Riccardem, vezmou Artura do zajetí a vynesou nad ním rozsudek smrti. Elvira znovu upadá do duševního vyšinutí a teprve nyní si ke smrti odsouzený Arturo uvědomuje plný rozsah toho, co jí provedl. (Credeasi, misera! da me tradita). Vše se zdá ztraceno, avšak posel přinese zprávu o konečném vítězství nad Stuartovskou stranou a že všichni vězni jsou omilostněni. Arturo a Elvira jsou zachráněni. Všeobecná radost.

## Instrumentace
Orchestrální partitura opery zahrnuje následující nástroje:
- Dřevěné dechové nástroje: dvě flétny (2. také pikoly), dva hoboje, dva klarinety, dva fagoty.
- Žesťové nástroje: čtyři lesní rohy, dvě trubky, tři trombony.
- Tympány, bicí souprava: Basový buben, malý bubínek, činely, triangl.
- Harfa.
- Smyčce.
- Scénická hudba: dechové, bicí, zvonek v F, varhany (lze nahradit dechovými), harfa.

### Hudební čísla
První dějství
- 1. Introdukce: All’erta
- 2. Recitativ a árie: Ah! Per sempre io ti perdei (Riccardo)
- 3. Scéna a duet: Sai com’arde in petto mio (Elvira, Giorgio)
- 4. Sbor a kvartet: A te, o cara (Arturo, Elvira, Giorgio, Valton)
- 5. Finále I: Il rito augusto si compia senza me

Druhé dějství
- 6. Introdukce a romance: Cinta di fiori (Giorgio)
- 7. Scéna a árie: Qui la voce sua soave (Elvira)
- 8. Duett – Finále II: Il rival salvar tu dêi (Giorgio, Riccardo)

Třetí dějství
- 9. Útok, romance a duet (Arturo, Elvira)
- 10. Finále III: Ancora s’ascolta questo suon molesto (alle)

## Hudba

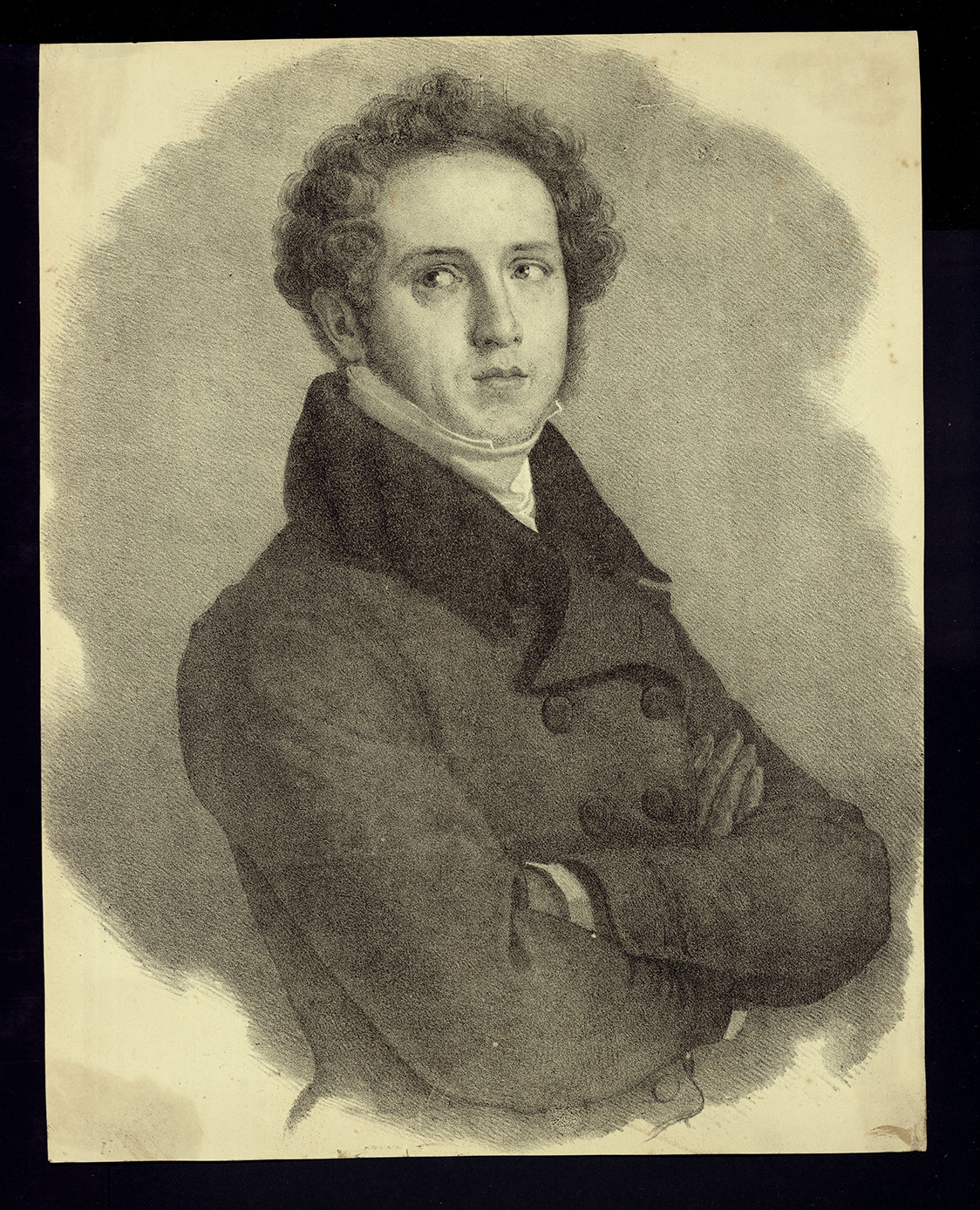
Vincenzo Bellini (litografie Roberto Focosi)

I puritani se značně liší od dřívějších Belliniho oper, až by se dalo mluvit o jakémsi evolučním skoku. Je pravda, že si zachovává své typické dlouhé a dobře formované melodické linky plné oduševnělého výrazu; zde se však snoubí s mnohem bohatěji uspořádaným, barevným a přitom jemným orchestrálním rukopisem – zvláště ve srovnání s téměř asketicky strohou a zdrženlivou partiturou opery Norma (1831).

Několik dochovaných dopisů skladatele svědčí o tom, že si byl vědom francouzské (ale i německé) záliby v zajímavých instrumentálních efektech, a i Rossini mu radil, aby věnoval více pozornosti orchestraci, pokud chce být v Paříži úspěšný. K tomu v Londýně a v Paříži Bellini rád poslouchal Beethovenovu symfonii Pastorale a Mendelssohnovu symfonii Italská – jaké to odhalení pro Belliniho, který vyrostl v neapolské operní tradici a byl ovlivněn Paisiellem.
| „                                                      | … dann habe ich sie mit einer unbeschreiblichen Sorgfalt instrumentiert, so dass mir jedes Stück, das ich beende, die größte Befriedigung bereitet, wenn ich es durchsehe … | ....pak jsem jí s nepopsatelnou pečlivostí instrumentoval, takže každá část, kterou dokončím, mi dává největší uspokojení, když si ji prohlížím.... | “ |
| — Vincenzo Bellini: v dopisu Florimovi, 21. září 1834. | | |   |

Výsledkem těchto zkušeností a snah je hudba bujné brilantnosti, která po dlouhé úseky vykazuje téměř opojný charakter, zejména v dějství I. a dějství III. Harmonie je rozvinutá a progresivní. V celé partituře je také zvýšené používání chromatických linií. Po zvukové stránce je to „Belliniho nejpromyšlenější opera“
Dalším faktorem, který operu odlišuje od jejích předchůdců, je výrazně redukované použití recitativů, což je zvláště markantní u skladatele jako Bellini, který byl známý jako mistr velmi výrazné deklamace. Podle Lippmanna je podíl recitativů v I puritani méně než čtvrtina toho, co Bellini použil v Normě. I toto je přizpůsobení francouzskému premiérovému publiku, jak sám skladatel napsal: „V Paříži člověk potřebuje především hudbu – neznají italštinu a je jim jedno, zda jsou slova dobrá nebo špatná“ ( dopis z března 1835).V partituře Puritánů je také nápadné rozsáhlé použití leitmotivů. Například motivy introdukce jsou znovu převzaty v Elvirině „scéně šílenství" (O, rendetemi la speme...,) ve 2. dějství nebo ve finále 3. dějství; melodie Arturovy kavatiny A te, o cara se občas objevuje v orchestru při Elvirině vystoupení ve 3. dějství (těsně před duetem s Arturem) atd. To dává opeře velmi jednotný charakter a velkou soudržnost.
Ještě nápaditější než dříve (např. v operách La sonnambula nebo Norma) je Belliniho nakládání s tradičními formami italské opery. Například v duetu Elvira-Giorgio v 1. dějství je nápadné, že první část árie (Sai com'arde in petto mio) není, jak je tradičně zvykem, v klidném tempu, ale je živá. a skoro působí jako cabaletta; jako střední část následuje kompletní, téměř prokomponovaná árie Giorgia (Sorgea la notte folta), díve než skončí duet po přechodné části s poněkud tradičnějším, ale dramaticky motivovaným stretto (A quel suono), do kterého se zapojuje i zákulisní  sbor.

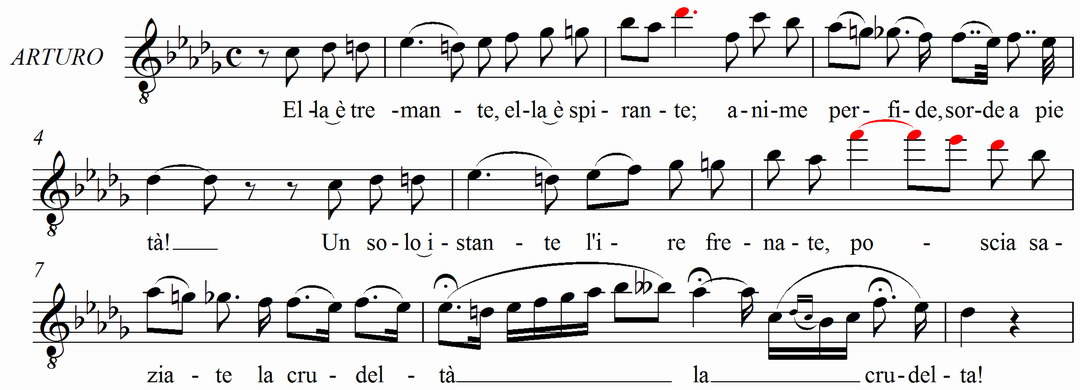
Melodie Arturova Credeasi misera (3.dějství) s přehnaně vysokými tóny des

Hranice mezi árií a sborem se často stírá, jako ve slavné Arturově vstupní árii A te, o cara, kde se Elvira, další sólisté a sbor účastní refrénu; celá scéna obsahuje efektní hudební vyvrcholení a je plná téměř zdrcující krásy a oduševnělého romantického patosu – Rosselli mluví o „záblesku nebe“ (glimpse of heaven). Bellini napsal roli Artura speciálně pro svého oblíbeného zpěváka, slavného Giovanni Battista Rubiniho, typicky romantického vysokého tenora, který – na rozdíl od mnoha moderních tenorů ovlivněných verismem – zpíval vysoké a nejvyšší tóny lyricky, piano a dokonce i pianissimo ve falzetu nebo nanejvýše s voix mixte (hlasová technika smíšený hlas, při které se mísí hrudní hlas s falzetem) přičemž byly možné i extrémní tóny, jako je vysoké des'' a f'' v Credeasi, misera! da me tradita ve finále 3. dějství. (Vysoké f'' se někdy vynechává nebo je sníženo, v závislosti na zpěvákovi a situaci, což je legitimní s ohledem na historickou interpretační praxi, kdy se varianty nebo ozdoby zpívaly v opakováních tak jako tak).
Mezi nejslavnější části opery patří Elvirina virtuózní árie Son vergin vezzosa v 1. dějství - v neobvyklém stylu Alla polacca s účastí sboru - a také její již zmíněná scéna šílenství ve 2. dějství, ve které vystupují dva basy, Giorgio a Riccardo, s kommentáři a dialogy podobnými duetu.První část (Rendetemi la speme … Qui la voce sua soave), která je podbarvená con sordino smyčci, je co do formy nápadná, ale působila by téměř beztvaře, kdyby nebyla uspořádána jako rondo, opakující se melodií;  Bellini zde začleňuje leitmotivy vzpomínek z dřívějších scén.
Elvira se hudebně také vyznačuje tím, že je před každým vystoupením slyšet dříve, než je vidět; to dává postavě něco éterického a poetického.
Publikum 19. století si oblíbilo i bojovný duet Suoni la tromba na konci 2. dějství, nezvykle obsazený dvěma basy, který byl napsán na poslední chvíli v lednu 1835 a pro  provedení v Itálii, která byla tehdy ovládána cizími zeměmi, byl změněn výměnou politicky nežádoucích slov „libertà“ (svoboda) a „patria“ (vlast) na „lealtà“ (věrnost) a „gloria“ (sláva). Tento kus byl pravděpodobně vložen na žádost velmi politického libretisty Carla Pepoliho.

## Inscenační historie

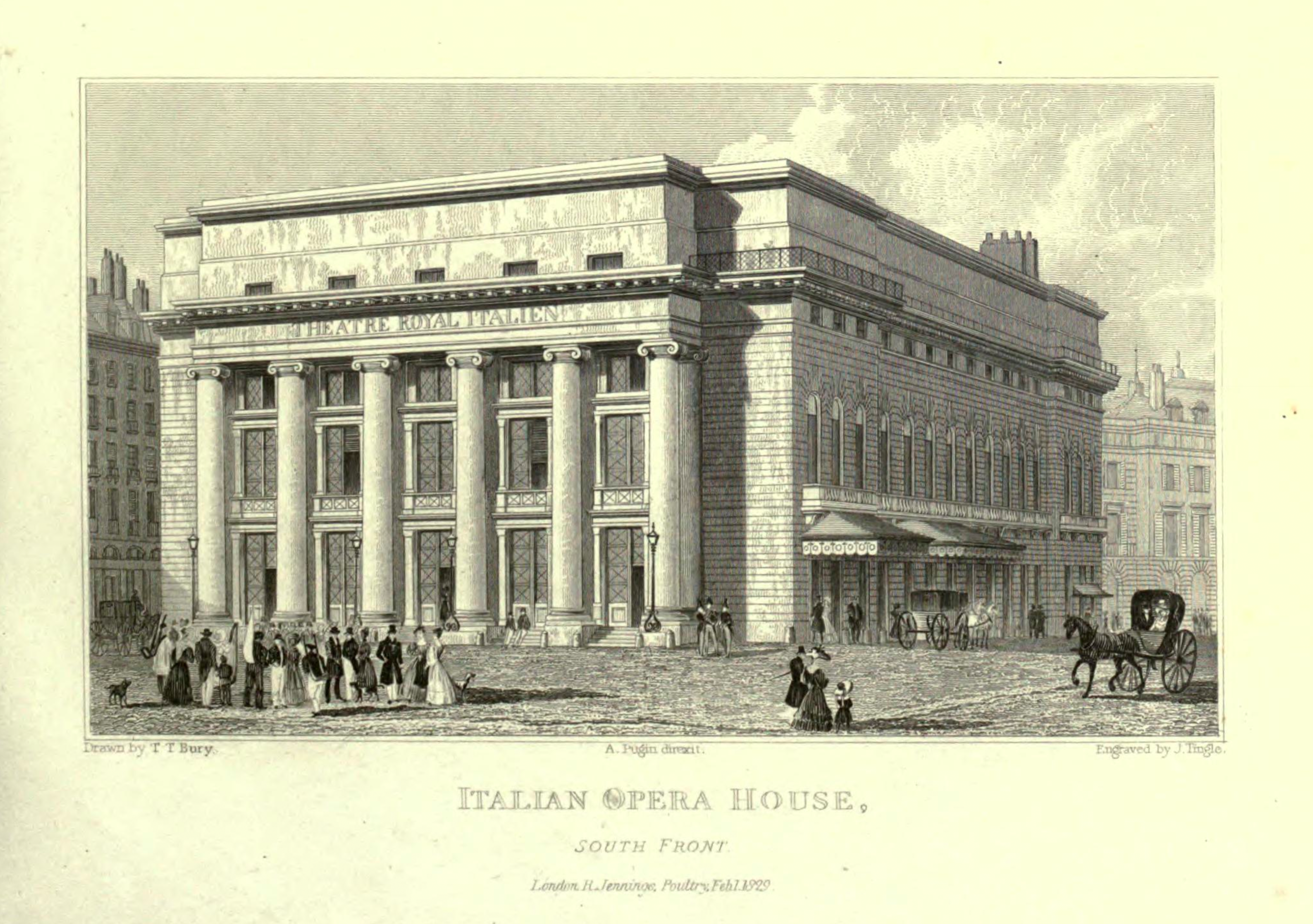
Salle Favart (1829), sídlo Théâtre Italia, kde byla poprvé provedena Belliniho opera I puritani

I puritani je spolu s operami La sonnambula a Norma nejznámější Belliniho operou a nikdy nebyla zcela zapomenuta. Uváděla se také s názvy Elvira Walton nebo Elvira ed Arturo.
Premiéra v Paříži 24. ledna 1835 byla Belliniho posledním triumfem, k němuž přispělo i tehdejší „nepřekonatelné obsazení“ s Giulií Grisi (Elvira), Rubinim (Arturo), Tamburinim (Riccardo) a Lablachem (Giorgio), které zpívalo i v londýnské premiéře 21. května 1835 v King's Theatre a po ní bylo pojmenováno  jako legendární „Puritani–Quartett“.Opera I puritani vyvolala neuvěřitelnou senzaci a Bellini byl v Paříži jmenován rytířem Čestné legie; do roku 1909 byla opera uvedena jen v Paříži více než 200krát.
V Londýně vypukla skutečná „horečka Puritani“, která opeře zajistila na desetiletí obrovskou popularitu. Královna Viktorie, která v den svých 16. narozenin zaslechla vybraná čísla těsně před premiérou, pak celý život označovala tuto operu jako "naši milí puritáni" (our dear Puritani) a melodie opery zněly ulicemi hrou na flašinety.
Italská premiéra se konala v milánské La Scale v roce 1835 ve verzi, kterou za Belliniho zády sestavil Cesare Pugni, tehdy zoufale chudý hlavní opisovač v pařížské opeře.
Opera se rychle rozšířila do hlavních měst Evropy a do celého světa. 1836 Vídeň, Budapešť, Berlín a Madrid,1837 Dublin a Lisabon, 1839 Basilej a Alžír, 1840 Mnichov, 1842 Alexandrie a 1846 Konstantinopol .
První zámořské představení se konalo v roce 1841 v havanské opeře; na americkém kontinentu nejprve v Mexico City a Philadelphii (1843), následovaly New York (1844), Rio de Janeiro (1845) a Buenos Aires (1850).
V jiných jazycích byla premiéra roku 1838 v Kodani (dánština), 1839 v Haagu (francouzština), 1840 v Petrohradě (ruština), 1843 v Londýně (angličtina), 1851 ve Stockholmu (švédština), 1852 ve Varšavě (polština) a 1853 v Amsterdamu (nizozemština).
Opera byla také několikrát vybrána pro slavnostní otevření nových operních domů, např. v roce 1866 v Royal Opera House ve Vallettě, 1883 během inaugurační sezóny Metropolitní opery v New Yorku (s Marcellou Sembrich) a 1906 při otevření Manhattan Opera House, s Reginou Pinkert a Alessandrem Bonci.
Pozoruhodné produkce na počátku 20. století byly v Metropolitní opeře (s Marií Barrientos) v roce 1918  a na prvním festivalu Maggio Musicale ve Florencii v roce 1933. Opera byla uvedena také v roce 1935, ke stému výročí Belliniho smrti a to v Catanii, městě Belliniho narození.
V první polovině 20. století opera I Puritani sice z operního jeviště úplně nevymizela, ale nastalá změna stylu a vkusu a s tím spojený úpadek pěveckého umění, stále více ztěžovaly hledání adekvátního obsazení hlavních rolí.
Zatímco v ženských hlasech bylo dost koloraturních sopránů, které odpovídaly technickým nárokům Elvíry – i když (zejména v letech 1920 až 1950) s několika stylovými kompromisy a také po stránce výrazové – mužské hlasy pod vlivem zdrsnělého pěveckého ideálu pozdního romantismu a verismu měly jen stěží takovou technickou vyspělost, aby se vyrovnaly s romantickou lyrikou požadovanou Bellinim (a dalšími) a s ozdobným zpěvem. Zvláště postižena byla vysoká partie Artura, která vyžaduje mimo jiné trojčárkové f a která, až na výjimky, jmenovitě Alfredo Kraus, nebyla až do konce 20. století správně slyšet.Návrat k původním intencím belcanta nastal od poloviny 20. století nejprve v ženských hlasech, kdy Maria Callas „spojila virtuozitu s dramatickým výrazem". Elvíru zpívala na jevišti 17krát. Nejprve v Benátkách v roce 1949, ve Florencii, Římě a Mexiku v roce 1952 (živá nahrávka zachována) a nakonec v Chicagu v roce 1955; v roce 1953 nazpívala tuto roli také ve studiu. Její interpretace byly důležité pro budoucí inscenační historii této opery i pro recepci belcanto opery obecně.

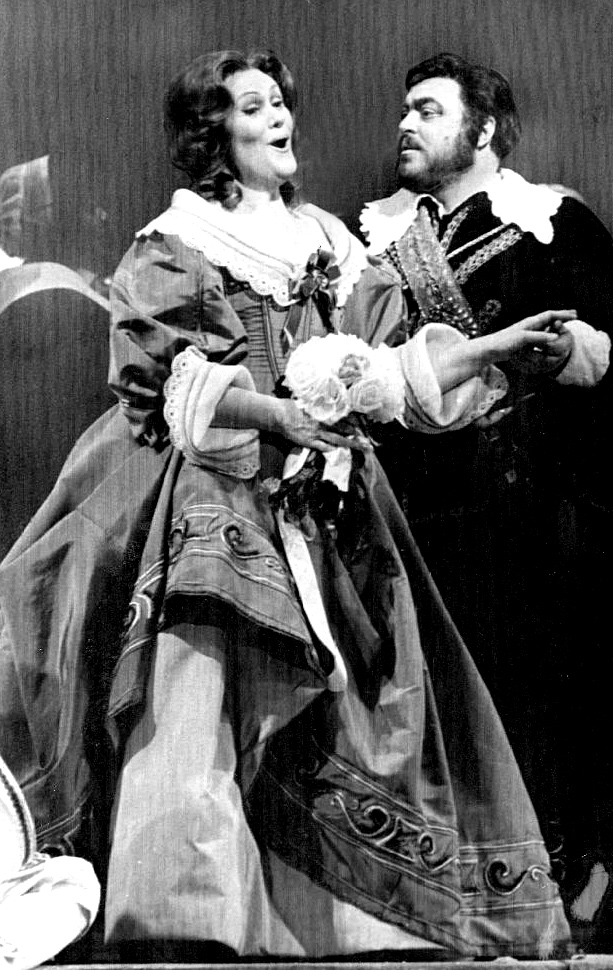
Joan Sutherland a Luciano Pavarotti v opeře I Puritani, 1976

Impuls Callasové z roku 1960 dále umocňovaly především Joan Sutherland a Edita Gruberová. Jako významné interpretky Elviry pomohly znovu získat na významu typickým aspektům belcanta, jako je čirá vokální krása, dokonalá technika a virtuozita.
K nejlepším představitelům Artura od konce 20. století patří William Matteuzzi, Juan Diego Flórez a Javier Camarena
Od renezance belcanta byla opera I puritani uváděna opět častěji, např. v Mnichově 1999 s Editou Gruberovou, ve Státním divadle Kassel 2002/2003. V roce 2006 v New Yorku,v roce 2010 v Ženevě s Dianou Damrau, v roce 2016 v Curychu s Pretty Yende jako Elvirou  nebo v roce 2019 v Düsseldorfu v režii Rolanda Villazóna s Adelou Zaharia..
V Česku operu uvedlo Slovinské národní divadlo Lublaň při hostování v Národním divadle Praha, dne 15. října 1982.

## Diskografie (výběr)
Operadis uvádí 77 kompletních nahrávek v letech 1952 až 2009, většinu z nich tvoří živé nahrávky. Zde je uveden pouze malý výběr.

### Audio
- 1952 – Lina Pagliughi, Mario Filippeschi, Rolando Panerai, Sesto Bruscantini; Fernando Previtali; sbor a orchestr společnosti RAI; Urania
- 1953 – Maria Callas, Giuseppe Di Stefano, Rolando Panerai, Nicola Rossi-Lemeni; sbor a orchester milánské Scaly, dirigent Tullio Serafin; EMI
- 1963 – Joan Sutherland, Pierre Duval, Renato Capecchi, Ezio Flagello; sbor a orchester operního festivalu Maggio Musicale Fiorentino, dirigent Richard Bonynge; Decca
- 1969 – Mirella Freni, Luciano Pavarotti, Sesto Bruscantini, Bonaldo Giaiotti; sbor a orchestr společnosti RAI, dirigent Riccardo Muti; Verona
- 1973 – Joan Sutherland, Luciano Pavarotti, Piero Cappuccilli, Nikolaj Gjaurov; sbor Royal Opera House, London Symphony Orchestra, dirigent Richard Bonynge; Decca
- 1973 – Beverly Sills, Nicolai Gedda, Louis Quilico, Paul Plishka; Ambrosian Opera Chorus, Londýnský filharmonický orchestr, dirigent Julius Rudel; Westminster
- 1979 – Montserrat Caballé, Alfredo Kraus, Matteo Manuguerra, Agostino Ferrin; Ambrosian Opera Chorus, Philharmonia Orchestra, dirigent Riccardo Muti; EMI
- 1993 – Edita Gruberová, Justin Lavender, Ettore Kim, Francesco Ellero d’Artegna; Münchner Rundfunkorchester, dirigent Fabio Luisi, Nightingale CD live (10. říjen 1993)

### Video
- 2001 – Edita Gruberová, José Bros, Carlos Álvarez, Simón Orfila; orchester a sbor opery Gran Teatre del Liceu, dirigent Friedrich Haider; Teldec, DVD
- 2007 – Anna Netrebko, Eric Cutler, Franco Vassallo, John Relyea; Metropolitan Opera, dirigent Patrick Summers; DG, DVD
- 2009 – Nino Machaidze, Juan Diego Flórez, Gabriele Viviani, Ildebrando D’Arcangelo, sbor a orchester divadla Teatro Comunale di Bologna, dirigent Michele Mariotti; Decca, DVD